# Plogjärnsrocka
Plogjärnsrockan (Dipturus oxyrinchus) är en broskfisk i familjen egentliga rockor.

## Utseende
Plogjärnsrockan har en långt utdragen, avsmalnande nos och en kort svans. Ovansidan är gråbrun till brun med mörka och ljusa fläckar. Undersidan är ljusgrå till gråbrun med mörkare och ljusare streck och fläckar. Stjärten har en rad med 4 till 11 stora taggar. Den kan bli upp till 150 cm lång.

## Vanor
Arten är en bottenlevande rocka som lever på djup mellan 15 och 900 m, dock vanligen djupare än 200 m. Den föredrar sandbottnar, både rena sådana och uppblandade med klippor, där den ofta gräver ner sig i bottenmaterialet. Födan består främst av kräftdjur och bläckfiskar; hanen tar i synnerhet kräftdjur, medan honan föredrar bläckfiskar.

### Fortplantning
Liksom de flesta rockor har den en regelrätt parning med omfamning, trots att den är äggläggande. Äggkapslarna, som är 14 till 24 cm långa och 11 till 12 cm breda, med fyra spetsiga horn i hörnen och samt täckta med gula hår, läggs på sand- eller dybotten. 

## Utbredning
Plogjärnsrockan fanns tidigare från södra Island, Färöarna och norra Norge över västra Brittiska öarna och Medelhavet till Västafrika, men har nu börjat minska påtagligt lokalt. Den anses utdöd i Irländska sjön, förekomsterna vid Island, Färöarna och de franska och iberiska vattnen är osäkra, och den har försvunnit fläckvis i Medelhavet. Det är emellertid osäkert om beståndet som helhet har minskat i någon högre grad. Arten är klassificerad som nära hotad ("NT") av IUCN.